# ژلیو
ژلیو (به چکی: Želiv) یک منطقهٔ مسکونی در جمهوری چک است که در شهرستان پلهرژیموف واقع شده‌است. ژلیو ۲۶٫۰۴ کیلومتر مربع مساحت و ۱٬۱۱۴ نفر جمعیت دارد و ۴۰۶ متر بالاتر از سطح دریا واقع شده‌است.

## خواهرخوانده
شهر Kiesen خواهرخواندهٔ ژلیو هست.